# モーリシャスルリバト
モーリシャスルリバト (学名：Alectroenas mitidissima) は、ハト目ハト科に属する鳥類の一種。絶滅種。インド洋西部のモーリシャス島に生息していた。別名ブルーピジョン。なお、近縁の種にレユニオンルリバト (Alectroenas sp.)、ロドリゲスルリバト (Alectroenas rodericana) の2種があったが、こちらもすでに絶滅している。

## 形態
体色は目の周りと尾が赤、頭・首・胸は白、残りの部分は青。ただし青色の度合いについては、いわゆる青色から黒に近いものまで色々な資料がある。食物は、果実と貝という奇妙な取り合わせであったと伝えられる。

## 絶滅の経緯
色鮮やかな外見が目立って乱獲され、1826年に採集されたものを最後に絶滅した。1832年に目撃したという話があるが、目撃地一帯の森林はその直後に伐採されてしまったという。現在3体の標本が残っている。